# Micah Richards
Micah Lincoln Richards (født 24. juni 1988 i Birmingham, England) er en engelsk fodboldspiller, der spiller som forsvarer hos klubben Aston Villa. Han har været tilknyttet City hele sin seniorkarriere, startende i 2005. Hans debutkamp faldt den 12. februar 2006 i et opgør mod Charlton Athletic.
Richards har med City været med til at vinde flere titler, blandt andet Premier League i både 2012 og 2014.

## Landshold
Richards står (pr. september 2014) noteret for 13 kampe for Englands landshold, som han debuterede for i november 2006 i et opgør mod Holland. Den 8. november 2007 scorede han sit første landskampsmål i en EM-kvalifikationskamp mod Israel.

## Titler
Premier League
- 2012 og 2014 med Manchester City

FA Cup
- 2011 med Manchester City